# Prima Repubblica Dominicana
La prima Repubblica Dominicana ebbe inizio il 6 novembre 1844 con la proclamazione della prima costituzione nazionale e l'indipendenza da Haiti, e terminò il 18 marzo 1861 con l'annessione del paese alla Spagna. Durante i 17 anni della sua indipendenza, la prima Repubblica Dominicana fu uno stato fragile e sotto la costante minaccia d'invasione di Haiti, con 8 governi chiamati a succedersi (3 dei quali con a capo Pedro Santana e 2 con Buenaventura Báez).